# Porto Novo (Kap Verde)
Porto Novo ist eine Stadt auf der Insel Santo Antão, in Kap Verde. Sie ist der Sitz der Freguesia São João Baptista (Santo Antão) und des Concelhos Porto Novo. Die Stadt liegt an der Südküste der Insel, gegenüber der Insel São Vicente. 2010 hatte die Stadt 9310 Einwohner, was sie zur größten Siedlung auf der Insel und zu einer der größten Städte des Landes macht.
Früher hieß der Ort Carvoeiros. Im Laufe der Zeit entwickelte er sich zum Haupthafen der Insel. In letzter Zeit wurde der Hafen vergrößert. Viele Bäche, die meisten nicht länger sind als 300 bis 400 m prägen die Umgebung. Früher erstreckte sich der Ort nur auf drei der Täler, heute überspannt er bereits sechs davon.
In den 1960ern wurde die Estrada da Corda gebaut, die Porto Novo und Ribeira durch die Täler und Grate des östlichen Kraterrandes verbindet. Der größte Teil der Straße ist aufgrund der Kurven höchst gefährlich. Seit 2009 verbindet die Porto Novo-Janela Road, die entlang eines Teils der Ribeira Grande-Paul-Porto Novo Road (Estrada Litoral) gebaut wurde den östlichsten Punkt der Insel mit dem Ort und macht die gefährliche Estrada da Corda überflüssig. 2012 wurde ein 7 km langer Abschnitt der Porto Novo-Norte/Topo da Coroa-Straße bis zur neu eröffneten Pozzolano-Ziegel-Fabrik auf vier Spuren erweitert.

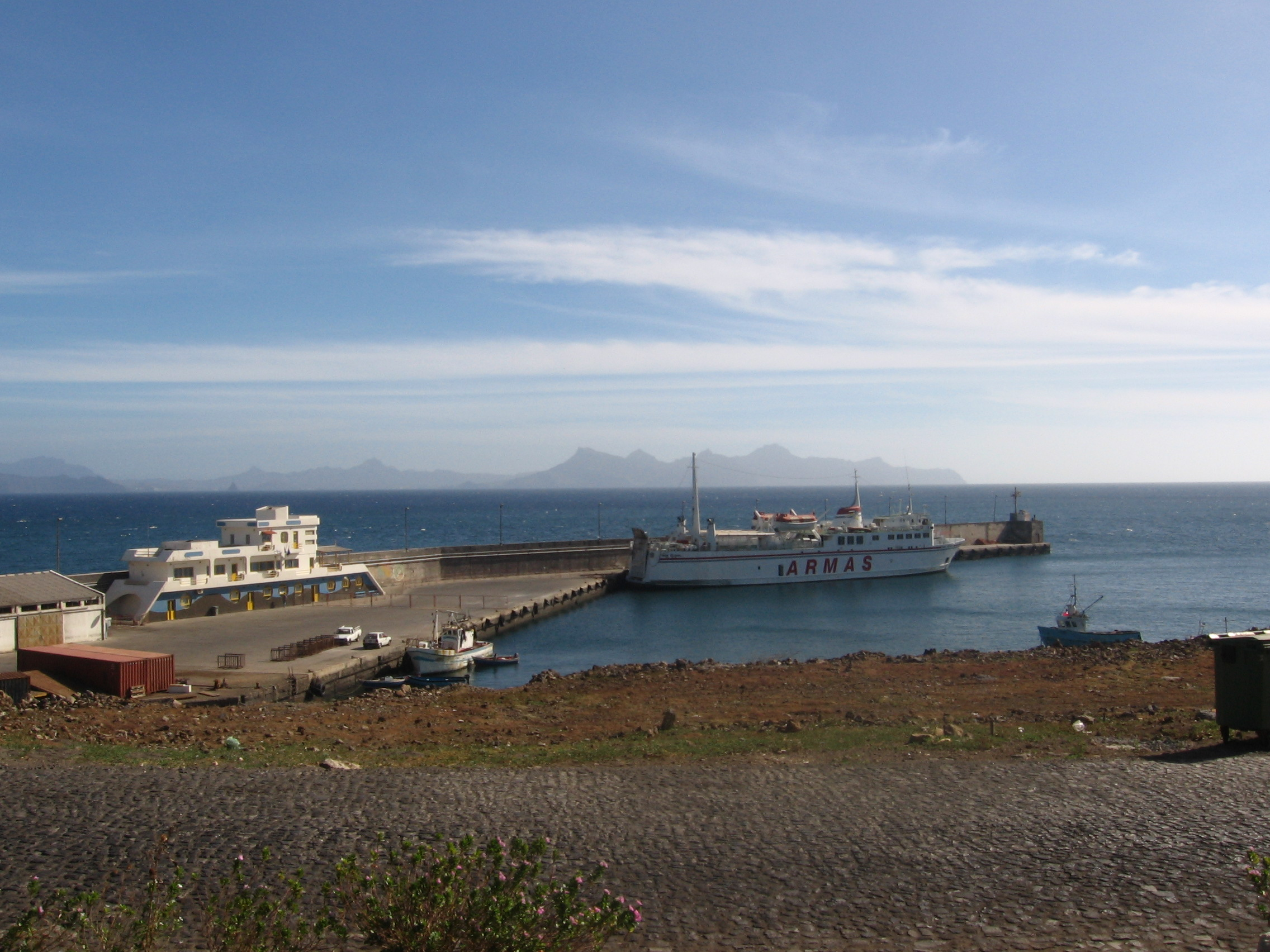
Hafen von Porto Novo. Im Hintergrund São Vicente.

Nachdem 2000 Espargos und dann Assomada nach der Bevölkerungszahl den Ort überholten, ist Porto Novo der fünftgrößte Ort des Landes.

## Siedlungen
Zur Stadt gehören die folgenden Siedlungen:
- Alto de São Tomé
- Alto do Peixinho
- Antigo Quartel Colonial (or Antigo Quartel)
- Armazém
- Bairro Norte
- Berlim
- Branquim
- Caizinho/Baleia
- Chã do Norte da Porto Novo
- Nova Estrada - ost
- Novo Estádio Municipal
- Ribeirinha da Cruz
- Stadt-Zentrum (Carvoeiros)
- Tortolho de Baixo

## Demographie
| Einwohner von Porto Novo (1990–2010) | Einwohner von Porto Novo (1990–2010) | Einwohner von Porto Novo (1990–2010) | Einwohner von Porto Novo (1990–2010) |
| ------------------------------------ | ------------------------------------ | ------------------------------------ | ------------------------------------ |
| 1990                                 | 2000                                 | 2010                                 |                                      |
| 4867                                 | 7685                                 | 9310                                 |                                      |

## Feste
Das Hauptfest ist das Johannisfest am 24. Juni. Der Feiertag wird im Ort mit der traditionellen Colá-Musik begangen.

## Sport
Es gibt in der Stadt mehrere Fußballclubs. Die Sportvereine spielen in der Santo Antão Island League:
- Académica do Porto Novo
- Grupo Desportivo, Recreativo e Cultural Fiorentina (GDRC Fiorentina)
- Inter FC Porto Novo (Inter FC)
- Marítimo (Porto Novo) (Marítimo)
- Sporting Clube de Porto Novo

Alle Vereine spielen im Estádio Municipal do Porto Novo. Bis 2009 wurde noch der Fußballplatz Amílcar Cabral im Südwesten der Stadt genutzt. Außerdem gibt es Basketball-, Volleyball- und Futsal-Clubs.

## Klima
Das Klima ist arid, der Jahresniederschlagsdurchschnitt liegt bei 191 mm, damit ist der Ort der trockenste auf der Insel. Im September findet der meiste Niederschlag statt mit 86 mm und die trockensten Monat sind April und Juli ohne messbaren Niederschlag. Die Temperaturen schwanken zwischen 20 und 27 °C.